# Смит, Морис (кикбоксер)
Морис Смит (англ. Maurice L. Smith, родился 13 декабря 1961 г.) — американский кикбоксёр и боец смешанных единоборств на пенсии. В кикбоксинге он выиграл чемпионат мира WKC (Всемирный совет по кикбоксингу) в полутяжёлом весе, чемпионат мира WKA (Всемирная ассоциация кикбоксинга) в тяжёлом весе и чемпионат мира ISKA (Международная ассоциация спортивного карате) в тяжёлом весе. В смешанных единоборствах он становился чемпионом в супертяжёлом весе в Battlecade Extreme Fighting и UFC, а в 2017 году стал членом Зала славы UFC. Будучи профессиональным спортсменом с 1980 года, Смит ранее выступал в кикбоксинге за компании All Japan Enterprise и K-1, Pancrase, RINGS, PRIDE, Strikeforce, International Fight League и RFA.

## Карьера
Выросший в Сиэтле, штат Вашингтон, Смит начал заниматься боевыми искусствами в возрасте 13 лет после просмотра «Кулак ярости» с Брюсом Ли. Он тренировался в карате, тхэквондо и вин-чун, пока не увлекся кикбоксингом в 18 лет. Смит учился в средней школе Западного Сиэтла, где играл в футбол и занимался гимнастикой.

### Карьера кикбоксера
Смит выиграл свои первые семь любительских матчей по кикбоксингу, а затем стал профессионалом. Его первый бой состоялся 4 марта 1982 года против чемпиона Всемирного совета по кикбоксингу в полутяжелом весе Тони Морелли, который победил его решением судей после седьмого раунда. Увидев, что он проиграл из-за отсутствия кардио, Смит начал интенсивно тренироваться, чтобы улучшить его, и четырнадцать месяцев спустя он отправился на матч-реванш в качестве нового бойца. Затем он победил Морелли нокаутом ударом с разворота также в седьмом раунде, выиграв чемпионат. Позже в том же году его вызвали на нетитульный бой в Японии против известного Дона «Дракона» Уилсона, и, хотя Смит проиграл бой, он показал всем в мире кикбоксинга, что он на пути к вершине. Морис поднялся в весовой категории и выиграл чемпионат Всемирной ассоциации кикбоксинга в тяжелом весе у Трэвиса Эверетта, нокаутировав его лоу-киками. В 1984 году Смит отправился на соревнования в Голландию, победив Марселя Суонка в первом раунде. Смит провел десять лет подряд без потерь. У него также была заметная победа в 1991 году над Стэном Лонгинидисом, который в то время прорывался по служебной лестнице и считался многообещающим бойцом. Морис выиграл этот 12-раундовый матч раздельным решением судей после того, как вернулся после нокдауна Стэна в первом раунде и пережил ранний натиск. В 1993 году Смит был приглашен на Гран-при К-1 '93 вместе с семью лучшими кикбоксерами мира в полутяжелом и тяжелом весе. Смит выиграл свой первый матч, победив японского бойца Тошиюки Атокаву в четвертьфинале единогласным решением судей. В полуфинале он встретился с голландским бойцом и будущей легендой К-1 Эрнесто Хустом, где после упорного боя Смит был нокаутирован левым хайкиком в финальном раунде, завершив свой турнир.

### Карьера в смешанных единоборствах
Смит впервые познакомился со смешанными правилами боя, когда в ноябре 1989 года его пригласила японская организация профессионального рестлинга UWF Newborn. Он должен был сразиться с многообещающим борцом Масакацу Фунаки в бою по смешанным правилам, но его противник получил травму и был заменен партнером по тренировкам Минору Судзуки. Во время боя Смит продолжал сводить на нет попытки Судзуки провести тейкдаун, используя прыжки с веревки, принятые в профессиональном рестлинге, и элементарную способность растягиваться, несколько раз нокаутировав его ударом, прежде чем прикончить его правым ударом в четвертом раунде. Билеты на мероприятие в Tokyo Dome были распроданы и побили рекорды. 4 октября 1992 года Смит встретится с Фунаки в показательном бою за Pro Wrestling Fujiwara Gumi, закончившемся вничью. В 1993 году Смит дебютировал в промоушене смешанных единоборств Pancrase, основанном Фунаки и Судзуки. Он принял участие в бою по правилам кикбоксинга против Судзуки в событии «Да, мы гибридные борцы 3». второй и четвертый голыми руками, а на пятом их носил только Смит. Однако Смит проиграл бой, когда Судзуки сбил его с ног в третьем раунде и заставил постучать по руке. В следующем году он принял участие в турнире King of Pancrase. Морис победил Такаку Фуке в первом раунде, но проиграл Кену Шемроку удушающим приемом треугольника руки. Он дважды проиграл Басу Руттену, однако его поражение от Шемрока сыграло более важную роль в его карьере, поскольку он подружился с ним и был отправлен в его додзё в Соединенных Штатах, Логово Льва, чтобы изучить правильное ММА. Там он встретил Фрэнка Шемрока, с которым у него сложились близкие отношения. Шемрок и Смит работали синергетически; Шемрок, специалист по болевым приемам, улучшил игру Смита в партере, а Смит, в свою очередь, улучшил ударную технику Шемрока. Вместе с японским бойцом Цуёси Косакой, который подружился с Фрэнком после боя между ними в Fighting Network RINGS, Смит и Шемрок в конечном итоге сформировали свою собственную команду ММА, названную Альянсом. Смит присоединился к Battlecade Extreme Fighting в 1996 году, чтобы сразиться с чемпионом в супертяжелом весе Маркусом «Конаном» Сильвейрой. На протяжении всего боя Морис продемонстрировал превосходное использование техники растягивания, которая сводила на нет попытки бразильского бойца джиу-джитсу провести тейкдауны, а также замечательную защиту от сдачи всякий раз, когда Сильвейра мог атаковать его на земле. Затем Смит нокаутировал Сильвейру в третьем раунде ударом ногой в голову с разворота. При этом он стал чемпионом Extreme Fighting Heavyweight и стал первым законным нападающим, выигравшим первоклассный турнир по ММА. Затем он защитил свой титул в четвертом шоу против представителя дзюдо и профессионального рестлинга Казунари Мураками. Хотя Мураками неожиданно сбил Смита с удара ладонью в начале, Смит вырвался из игры в партере и нанес шквал ударов ногой по лежащему японцу, а позже нокаутировал его одним ударом. После победы компания закрылась, и Морис присоединился к крупнейшему промоушену ММА в США, UFC. На турнире UFC 14 27 июля 1997 года Смит встретился в титульном бою с чемпионом UFC в супертяжелом весе Марком Коулманом. Смит считался аутсайдером этого боя, но шокировал мир смешанных единоборств единогласным решением судей и выиграл титул чемпиона UFC в тяжелом весе. Благодаря этой победе Смит стал первым нападающим, пережившим атаку борца мирового класса. Благодаря использованию активной защиты Смит смог свести на нет хваленые атаки Коулмана по земле и фунту. После почти 15 минут попыток нанести урон Смиту через его защиту Коулман был измотан, что позволило Смиту извлечь выгоду из ног. В конце концов, он выиграл судейское решение у измученного и поврежденного Коулмана. Затем Смит успешно защитил свой пояс против Дэвида «Танка» Эбботта, выиграв после того, как Эббот был слишком истощен, чтобы продолжать, прежде чем потерять свой пояс легенде ММА Рэнди Кутюру решением большинства в спорном бою, который многие зрители сочли боем, который Смит должен был выиграть. ; тем более, что Смит был действующим и действующим чемпионом UFC в супертяжелом весе.

#### Возвращение в ММА
19 мая 2007 года Морис Смит провел свой первый бой в ММА почти за семь лет, когда он победил Марко Руаса техническим нокаутом в матче-реванше на шоу Международной бойцовской лиги, проходившем в Чикаго. Он сохранял свою энергию для первых раундов, делая мало действий, прежде чем перейти к атаке и трижды сбросить Руаса с помощью ударных комбинаций для броска полотенца. 23 февраля 2008 года на мероприятии Strikeforce под названием Strikeforce: At The Dome, проходившем в Tacoma Dome в Такоме, штат Вашингтон, Смит победил кикбоксера Рика Руфуса, дебютировавшего в ММА, сабмишеном в 1:53 первого раунда. Морис Смит был тренером Seattle Tiger Sharks в Международной бойцовской лиге с 2006 по 2007 год. В настоящее время он связан с Team Alliance. Смит вернулся в ММА 30 марта 2012 года на втором Resurrection Fight.

## Рекорд смешанных единоборств
| Боёв 28  | Побед 14 | Поражений 14 |
| -------- | -------- | ------------ |
| Нокаутом | 9        | 0            |
| Сдачей   | 2        | 8            |
| Решением | 3        | 4            |
| Другие   | 0        | 2            |

| Результат | Рекорд | Соперник          | Способ                               | Турнир                                              | Дата             | Раунд | Время | Место                          | Примечание                                                  |
| --------- | ------ | ----------------- | ------------------------------------ | --------------------------------------------------- | ---------------- | ----- | ----- | ------------------------------ | ----------------------------------------------------------- |
| Поражение | 14-14  | Мэтт Ковэкс       | Единогласное решение                 | CWC 9: Cage Warrior Combat 9                        | 2 ноября 2013    | 3     | 5:00  | Кент, Вашингтон, США           | Вернулся в тяжелый вес.                                     |
| Победа    | 14-13  | Хорхе Кордоба     | Нокаут (удар ногой в голову)         | RFA 2: Yvel vs. Alexander                           | 30 марта 2012    | 3     | 2:05  | Карни, Небраска, США           | Дебют в полутяжелом весе.                                   |
| Поражение | 13-13  | Хидэхико Ёсида    | Болевой приём (залом шеи)            | World Victory Road Presents: Sengoku 3              | 8 июня 2008      | 1     | 2:23  | Сайтама, Сайтама, Япония       |                                                             |
| Победа    | 13-12  | Рик Руфус         | Болевой приём (захват на руку)       | Strikeforce: At The Dome                            | 23 февраля 2008  | 1     | 1:53  | Такома, Вашингтон, США         |                                                             |
| Победа    | 12-12  | Марко Руас        | ТКО (остановка боя)                  | IFL: Chicago                                        | 19 мая 2007      | 4     | 3:43  | Чикаго, Иллинойс, США          |                                                             |
| Поражение | 11-12  | Ренату Собрал     | Единогласное решение                 | UFC 28                                              | 17 ноября 2000   | 3     | 5:00  | Атлантик-Сити, США, США        |                                                             |
| Победа    | 11-11  | Бобби Хоффман     | Решение большинства                  | UFC 27                                              | 22 сентября 2000 | 3     | 5:00  | Новый Орлеан, Луизиана, США    |                                                             |
| Поражение | 10-11  | Рензу Грейси      | Болевой приём (захват на руку)       | RINGS: King of Kings 1999 Block B                   | 22 декабря 1999  | 1     | 0:50  | Токио, Япония                  |                                                             |
| Победа    | 10-10  | Брэнден Ли Хинкл  | Решение большинства                  | RINGS: King of Kings 1999 Block B                   | 22 декабря 1999  | 2     | 5:00  | Токио, Япония                  |                                                             |
| Поражение | 9-10   | Маркус Сильвейра  | Удушающий приём (треугольник)        | WEF 7: Stomp in the Swamp                           | 9 октября 1999   | 2     | 2:48  | Кеннер, Луизиана, США          |                                                             |
| Победа    | 9-9    | Бранко Цикатич    | Болевой приём (удушение предплечьем) | Pride 7                                             | 12 сентября 1999 | 1     | 7:33  | Иокогама, Канагава, Япония     |                                                             |
| Победа    | 8-9    | Марко Руас        | ТКО (остановка боя)                  | UFC 21                                              | 16 июля 1999     | 1     | 5:00  | Сидар-Рапидс, Айова, США       |                                                             |
| Поражение | 7-9    | Кевин Рэндлман    | Единогласное решение                 | UFC 19                                              | 5 марта 1999     | 1     | 15:00 | Бэй Сейнт Луис, Миссисипи, США |                                                             |
| Поражение | 7-8    | Рэнди Кутюр       | Решение большинства                  | UFC Japan                                           | 21 декабря 1997  | 1     | 21:00 | Иокогама, Канагава, Япония     | Утратил титул чемпиона UFC в тяжёлом весе.                  |
| Победа    | 7-7    | Дэвид Эбботт      | TKO (удары)                          | UFC 15                                              | 17 октября 1997  | 1     | 8:08  | Бэй Сейнт Луис, Миссисипи, США | Защитил титул чемпиона UFC в тяжёлом весе.                  |
| Победа    | 6-7    | Марк Коулман      | Единогласное решение                 | UFC 14                                              | 27 июля 1997     | 1     | 21:00 | Бирмингем, Алабама, США        | Завоевал титул чемпиона UFC в тяжёлом весе Бой года (1997). |
| Победа    | 5-7    | Кацунари Мураками | Нокаут (удар кулаком)                | Extreme Fighting 4                                  | 28 марта 1997    | 1     | 4:23  | Де-Мойн, Айова, США            | Защитил титул чемпиона BEF в тяжёлом весе.                  |
| Поражение | 4-7    | Акира Маэда       | N/A                                  | RINGS: Budokan Hall 1997                            | 22 января 1997   | N/A   | N/A   | Токио, Япония                  |                                                             |
| Победа    | 4-6    | Маркус Сильвейра  | TKO (удар ногой в голову)            | Extreme Fighting 3                                  | 18 октября 1996  | 3     | 1:36  | Талса, Оклахома, США           | Завоевал титул BEF в тяжёлом весе.                          |
| Поражение | 3-6    | Киёси Тамура      | Болевой приём (рычаг локтя)          | RINGS: Maelstrom 6                                  | 24 августа 1996  | 1     | 10:58 | Токио, Япония                  |                                                             |
| Поражение | 3-5    | Цуёси Косака      | N/A                                  | RINGS: Budokan Hall 1996                            | 24 января 1996   | N/A   | N/A   | Токио, Япония                  |                                                             |
| Поражение | 3-4    | Бас Рюттен        | Болевой приём (удушение сзади)       | Pancrase: Eyes Of Beast 6                           | 4 ноября 1995    | 1     | 4:34  | Иокогама, Канагава, Япония     |                                                             |
| Победа    | 3-3    | Манабу Ямада      | Нокаут (удар кулаком)                | Pancrase: 1995 Anniversary Show                     | 1 сентября 1995  | 2     | 1:46  | Токио, Япония                  |                                                             |
| Поражение | 2-3    | Бас Рюттен        | Болевой приём (рычаг колена)         | Pancrase: Eyes Of Beast 4                           | 13 мая 1995      | 1     | 2:10  | Тиба, Тиба, Япония             |                                                             |
| Поражение | 2-2    | Кен Шемрок        | Удушающий приём (треугольник)        | Pancrase: King of Pancrase Tournament Opening Round | 16 декабря 1994  | 1     | 4:23  | Токио, Япония                  |                                                             |
| Победа    | 2-1    | Такаку Фукэ       | Нокаут (удар коленом)                | Pancrase: King of Pancrase Tournament Opening Round | 16 декабря 1994  | 1     | 2:48  | Токио, Япония                  |                                                             |
| Поражение | 1-1    | Минору Судзуки    | Болевой приём (рычаг локтя)          | Pancrase: Road to the Championship 1                | 31 мая 1994      | 3     | 0:36  | Токио, Япония                  |                                                             |
| Победа    | 1-0    | Минору Судзуки    | Нокаут (удар кулаком)                | Pancrase: Yes, We Are Hybrid Wrestlers 3            | 8 ноября 1993    | 3     | 0:52  | Токио, Япония                  |                                                             |